# Isola di Wight
L'Isola di Wight  (in inglese Isle of Wight, in latino Vectis) è una contea dell'Inghilterra interamente coincidente con l'isola dallo stesso nome, che si trova nella Manica a sud di Southampton.
La sua popolazione è di 139 105 abitanti al 2011 (141 000 secondo le stime del 2017) e la superficie è di 381 km². Fino al 2024 l'isola era rappresentata alla Camera dei comuni da un solo deputato, e il collegio di Isle of Wight era il più popoloso del Regno; dal 2024 l'isola è stata suddivisa in due collegi, Isle of Wight East e Isle of Wight West. Date le ridotte dimensioni inoltre, la contea non è suddivisa in distretti e coincide quindi con un'autorità unitaria; in compenso però, è una delle poche contee ad essere integralmente suddivisa in parrocchie.

## Storia
La porzione di terra che costituisce l'isola fu, durante l'ultima parte del cretaceo, parte del complesso di valli segnate da fiumi che consistono di buona parte dei torrenti della costa sud dell'Inghilterra. I laghetti e la brughiera di quei tempi sono stati fondamentali per la trasformazione in fossili della fauna, cosa che ha trasformato l'isola in una delle regioni europee dove più facilmente vengono rinvenuti fossili di dinosauri.
L'isola di Wight divenne un'isola alla fine dell'ultima era glaciale, quando crebbe il livello delle acque del mare e questi penetrò il Solent (il canale che la separa dall'Inghilterra).
L'isola era parte della Britannia celtica e nota ai romani con il nome di Vectis; venne conquistata da Vespasiano durante l'invasione romana della Britannia. Dopo l'era romana l'isola fu invasa e abitata dagli Juti, una tribù germanica che poi venne allontanata dai Sassoni.
La conquista dei Normanni portò alla creazione della posizione del "Signore dell'Isola di Wight". Vennero così fondate Carisbrooke Priory e Carisbrooke Castle. L'isola non entrò sotto il pieno controllo della corona inglese fino alla già ricordata vendita del 1293 a Edoardo I.
Durante la Rivoluzione inglese il re Carlo si rifugiò nell'isola di Wight credendo di ricevere aiuto dal governatore Robert Hammond. Hammond fu inorridito e incarcerò il re nel Carisbrooke Castle. Enrico VIII, che creò la Royal Navy (la marina da guerra reale inglese), fortificò le città di Yarmouth, East e West Cowes e Sandown, spesso riutilizzando i materiali di antichi monasteri.
Sir Richard Worsley, a quel tempo capitano dell'isola, comandò la vittoriosa resistenza all'ultimo attacco francese all'isola nel 1545. Più tardi, in seguito all'attacco della Grande Armada spagnola (1588) e per il pericolo di ulteriori attacchi, vennero erette ulteriori fortificazioni a Carisbrooke Castle fra il 1597 e il 1602.
La regina Vittoria elesse l'isola di Wight a sua residenza per diversi anni dopo la morte del consorte; per questo motivo essa divenne una delle maggiori località di vacanza per i membri dell'aristocrazia europea, dato che molti erano direttamente imparentati con la regina. Durante il suo regno, nel 1897, Guglielmo Marconi vi costruì la prima stazione radio al mondo nella località di Needles battery, all'estremità occidentale dell'isola. La regina la stessa morì sull'isola nel 1901.
Nel 1904 una misteriosa malattia iniziò a colpire le colonie di api da miele e quasi distrusse completamente la specie quando, nel 1907, si diffuse anche nel resto del Regno Unito e decimò la popolazione di api. Venne chiamata malattia dell'isola di Wight e la causa rimase sconosciuta fino al 1921, quando fu chiarita la responsabilità dell'acaro Acarapis woodi. La malattia, adesso conosciuta come acariosi, spaventò molte altre nazioni per l'importanza delle api nell'impollinazione di molte colture alimentari. Furono promulgate leggi per l'esportazione delle api, ma il solo risultato fu quello di rallentare la diffusione della malattia nel resto del mondo.

## Storia politica
La più antica città dell'isola fu Newport, in una grande baia sulla costa nord-ovest dell'isola. Una spedizione francese nel 1377 distrusse larga parte della città, come pure altri insediamenti, segnando il suo declino permanente. Fino alla metà del XVI secolo fu un piccolo insediamento. La regina Elisabetta I passò parte della sua vita in questa città, onorandola con due seggi al Parlamento, ma questo fece di questa città uno dei collegi più corrotti.
Al tempo del Reform Act 1832 (Atto di Riforma 1832), che abolì molti seggi parlamentari, essa aveva solo quattordici case e ventitré votanti. L'Atto di Riforma inoltre tolse il porto franco a Newport e Yarmouth e venne ridotto ad uno il numero dei rappresentanti dell'isola al Parlamento.
Spesso ritenuta una parte dell'Hampshire, l'isola di Wight fu per breve tempo inclusa in quella contea quando venne creato il primo concilio delle contee nel 1888. Comunque una campagna politica portò alla costituzione di un consiglio di contea separato per l'isola nel 1890, e così è rimasto da allora. Come gli abitanti di molte isole, gli isolani sono fieramente gelosi della loro indipendenza (reale o percepita), e le discussioni su un possibile status di indipendenza dell'isola sono fonte di attriti perenni.
Nel 1974 venne proposto di fondere nuovamente la contea con l'Hampshire in una riforma del governo locale, ma una modifica dell'ultimo minuto lasciò la situazione inalterata. Comunque, fino a quando non saranno fatti cambiamenti l'amministrazione dell'isola avrà un consiglio di contea con due città principali, Medina e South Wight.
I due consigli delle città vennero fusi con il consiglio di contea il 1º aprile 1995, per formare una singola entità, il consiglio dell'isola di Wight. Oggi, gli collegamenti con l'Hampshire sono il servizio di polizia e il servizio di vigile del fuoco, che sono condotti in comune fra l'Hampshire e l'isola di Wight. In aggiunta, l'isola non ha il suo proprio vescovo, quindi le chiese cattoliche sull'isola se trovano nella diocesi di Portsmouth nel Hampshire, rispecchiando la situazione delle chiese anglicane.
Negli ultimi decenni del XX secolo c'è stato un dibattito sull'opportunità di realizzare un tunnel od un ponte per collegare in maniera stabile l'isola con la Gran Bretagna. Il Partito dell'Isola di Wight fece una campagna propositiva in tal senso, anche se il dibattito pubblico mostrò una forte opposizione al progetto. Nel 2002 il consiglio dell'Isola di Wight dibatté la questione e redasse un documento politico di opposizione al progetto.

## Geografia fisica
L'isola di Wight ha all'incirca la forma di una losanga ed ha un'area di 381 km². Circa metà, principalmente la parte occidentale, fa parte del Isle of Wight AONB (zona dell'isola di Wight di bellezza naturalistica eccezionale).
I paesaggi dell'isola sono molto diversi, facendole meritare il nomignolo di "Inghilterra in miniatura". La parte occidentale è principalmente rurale, con l'impressionante linea costiera dominate dal famoso costone in pietra calcarea, che percorre tutta l'isola e che termina nel Needles stack - uno dei punti più fotografati dell'intera isola.
Il resto dei paesaggi dell'isola hanno una grande varietà, probabilmente i più interessanti sono i dolci pendii digradanti verso il mare e gli scogli affioranti dal mare, che sono spettacolari ed importanti per la vita degli animali selvatici e soggetti a protezione ambientale. Il fiume Medina scorre verso nord nel Solent, mentre l'altro fiume, lo Yar, scorre verso nord-est sfociando nella baia di Bembridge all'estremità est dell'isola. A creare confusione è la presenza di un altro fiume Yar nella parte occidentale dell'isola, questo non ha niente a vedere con l'altro e sfocia non lontano dalla baia Freshwater con un estuario relativamente ampio a Yarmouth. Per distinguerli normalmente sono utilizzati i nomi di Yar Occidentale e Yar Orientale. La costa sud dell'isola si affaccia sul canale della Manica.
La fauna selvatica è degna di nota, essendo l'unico posto in Inghilterra dove vive con una popolazione stabile lo scoiattolo rosso. Al contrario del resto dell'Inghilterra non sono presenti scoiattoli grigi o daini selvatici, ma al contrario sono presenti molte specie di animali protette come il moscardino (un piccolo parente del ghiro abbastanza comune in Italia) e molte specie di pipistrelli. La farfalla Melitaea cinxia (Glanville Fritillary nell'inglese) in Inghilterra vive solamente sui pendii di fronte al mare dell'isola di Wight.
La maniera più utilizzata per accedere all'isola è con la nave o con l'hovercraft, ci sono servizi regolari dai porti di Lymington, Southampton e Portsmouth. Sull'isola ci sono aeroporti per piccoli aerei a Bembridge e Sandown.
L'isola è sede della più piccola compagnia di trasporto ferroviaria della Gran Bretagna, la Island Line IOW, su un percorso di circa 13 km dal terminal del molo Ryde fino a Shanklin lungo la parte orientale dell'isola. L'isola ha anche una compagnia privata che utilizza antiche locomotive a vapore la Isle of Wight Steam Railway che si connette con l'altra linea a Smallbrook Junction.

## Città principali
- Brading - Vicino alle rovine di una villa di età romana.
- Cowes - Una città famosa nel mondo per l'attività di yachting sportivo, è situata all'estremità ovest dell'estuario del fiume Medina.
- East Cowes - Di fronte a Cowes sull'altra sponda del fiume Medina, qui è la residenza storica della Regina Vittoria.
- Newport - La sede della contea e capitale.
- Ryde - La città più grande e con il secondo molo più lungo del Regno Unito.
- Sandown - La spiaggia più famosa dell'isola.
- Shanklin - Città sul mare con spiaggia, con un vecchio villaggio con tetti in paglia e dall'impianto pittoresco.
- Ventnor - Una cittadina balneare in stile vittoriano.
- Yarmouth - Una piccola città sulla costa ovest caratterizzata da una storia rilevante per l'isola.

Ci sono poi i villaggi molto popolosi di:
- Bembridge
- Freshwater

## Amministrazione
L'isola di Wight è uno dei tre distretti dell'Inghilterra con lo status di contea. Dal tempo della costituzione della Camera dei comuni è tradizionalmente terra di battaglia fra i membri del partito conservatore e quelli del partito liberale democratico.

## Autonomia e cambiamenti politici
Nel corso degli anni hanno avuto corso molte discussioni sullo status dell'isola, con punti di vista che vanno dagli estremisti che vogliono la completa sovranità sull'isola a chi propone, all'altro estremo, la fusione con l'Hampshire. Il movimento pro-indipendenza aveva come portabandiera nei primi anni settanta il Vectis National Party (Partito nazionale di Vectis, vedi sotto per il significato di Vectis). Il punto di forza della loro campagna era che la vendita dell'isola alla corona d'Inghilterra del 1293 fosse incostituzionale.
Questo movimento ha avuto tuttavia scarso seguito: sin dagli anni novanta il dibattito si è incentrato sull'obiettivo di essere riconosciuti come una regione distinta da parte di organizzazioni come l'Unione europea, a causa della sua relativa povertà. Un argomento in favore di questo speciale trattamento è che la povertà è mascherata nelle statistiche dalla presenza di molti pensionati e ricchi britannici che si trasferiscono sull'isola.

## Industria e agricoltura
L'industria principale dell'Isola di Wight è il turismo, ma l'isola ha una forte connotazione agricola, includendo l'allevamento delle pecore, produzione di latticini e terreni coltivati. I prodotti della terra trovano difficile mercato al di fuori dell'isola per i problemi di trasporto, ma i contadini si sono specializzati in colture particolari, che con il loro alto valore permettono di sopportare i costi di trasporto. Uno di questi settori è la coltivazione in serra di pomodori da insalata e cetrioli. L'isola ha una stagione di crescita più lunga del resto della Gran Bretagna e questo favorisce queste coltivazioni.
L'aglio cresce rigoglioso a Newchurch da molti anni e viene esportato anche in Francia. Questo ha permesso di dar vita a Newchurch al Garlic Festival (festival dell'aglio), che è uno degli eventi maggiori nel calendario delle manifestazioni annuali. Il clima favorevole aiuta anche la coltivazione della vite, fatto questo confermato dalla presenza sull'isola di uno dei più antichi produttori di vino delle isole britanniche a Adgestone nei pressi di Sandown.
La produzione di vele, navi ed altro connesso con l'andare per mare è stata a lungo associata con l'isola, anche se è diminuita negli ultimi anni. Pur avendo ridotto l'estensione degli impianti e la forza lavoro l'azienda GKN è l'unica azienda britannica ad operare nel settore degli hovercraft come sussidiaria della società Westland Aircraft. Prima del suo acquisto da parte della Westland Aircraft si chiamava Saunders-Roe e rimane uno dei maggiori produttori mondiali di "barche volanti".
L'attività manifatturiera più importante sull'isola è la società Vestas che si occupa di produzione di grandi elementi in materiali compositi, come ad esempio pale per generatori eolici.
A Bembridge è la sede della Britten-Norman, costruttori dei famosi aerei Islander e Trilander
Un contributo importante all'economia locale viene anche dalla regata velica conosciuta in tutto il mondo, la Settimana di Cowes che si tiene ogni agosto e che attrae oltre centomila visitatori sull'isola. Altri eventi velici importanti sono la Admiral's Cup (con cadenza biennale in luglio) e la Commodore's Cup ad agosto, sempre a Cowes.

### Turismo e antichità

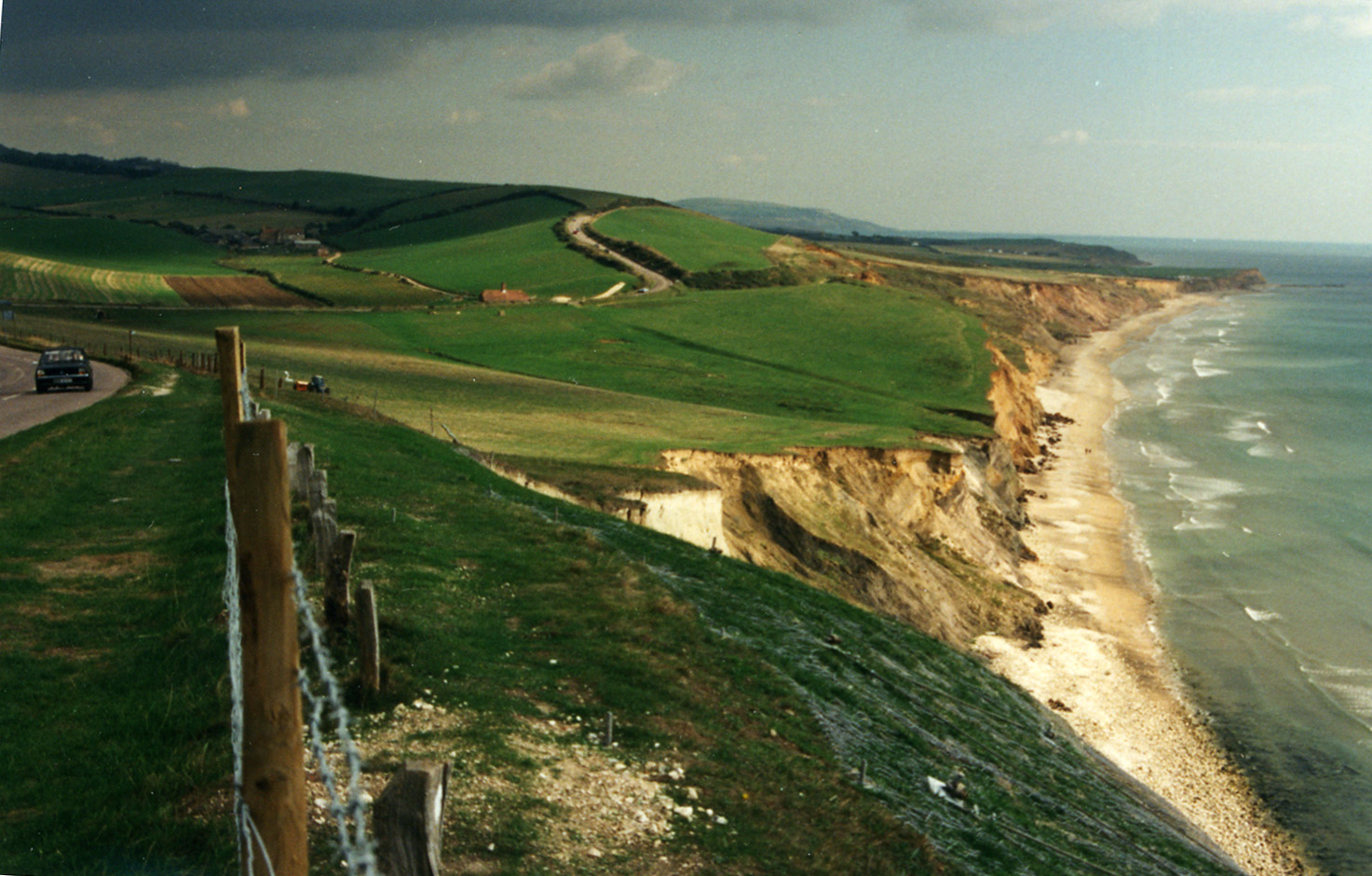
Compton Chine.

Il retaggio dell'isola è stata la fonte di reddito per molti anni. Le vacanze centrate sulle bellezze naturali, sia per la vita selvatica che per la geologia, stanno diventando un'alternativa alle vacanze tradizionali basate sulla vita di spiaggia.
Il turismo è ancor oggi la maggiore industria dell'isola con alcune attrazioni turistiche e siti di interesse elencati di seguito. Accanto ad attrazioni turistiche tradizionali nell'isola si stanno sviluppando vacanze che prevedono camminate o giri in bicicletta attraverso panorami molto attraenti. Quasi ogni città o villaggio nell'isola ha alberghi, ostelli o campeggi. Al picco della stagione estiva l'isola è un'importante meta per gite in autobus da tutto il Regno Unito ed il festival annuale dei camminatori riceve notevole interesse.
Di seguito alcuni luoghi di interesse turistico sull'isola.
- Alum Bay
- Appuldurcombe House
- Blackgang Chine
- Carisbrooke Castle
- Dinosaur Isle
- Golden Hill Fort
- Fort Victoria
- Ferrovia a vapore dell'Isola di Wight
- Osborne House
- The Needles
- Villa romana di Newport
- Yarmouth Castle

### Trasporti e comunicazioni
Ci sono tre compagnie di trasporto marittimo che operano fra l'isola e l'Inghilterra:
- Red Funnel - servizio di traghetti per auto e passeggeri fra Southampton e Cowes. C'è un servizio di navi veloci solo per passeggeri che collega Cowes con il nome di Red Jet.
- Wightlink - servizio di traghetti per auto e passeggeri fra Portsmouth e Fishbourne (nei pressi di Ryde), e Lymington e Yarmouth. Inoltre fornisce un servizio per soli passeggeri fra la stazione di Portsmouth ed il molo di Ryde dove è la stazione dei treni con il nome di Fast Cat.
- Hovertravel - servizio di hovercraft per passeggeri fra Southsea e Ryde.

Ci sono poi altri operatori per altre linee, e durante la settimana della regata Cowes Week ci sono altri servizi temporanei.
Un cartello avvisa gli automobilisti che sbarcano a Fishbourne che Island roads are different, please drive carefully (Le strade dell'Isola sono diverse, vi preghiamo di guidare con prudenza). È uno scherzo sulla cattiva qualità delle strade a causa della scarsa manutenzione fatta dall'amministrazione locale. Comunque lo scarso traffico, le strade silenziose e le basse velocità si fanno apprezzare al turista che arriva in vacanza.
Il costo del traghetto è relativamente alto per chi viaggia con l'auto ma relativamente basso per chi viaggia senza. Alti costi dei trasporti sui traghetti danno all'isola strade silenziose, riduce le dimensioni delle auto che vi circolano ed assicura che solo una minoranza pendola con la terraferma mantenendo la connotazione speciale che ha l'isola. D'altra parte, questo rappresenta un limite per la crescita economica e limita l'accesso dei residenti ai servizi (scuole, ospedali e divertimenti) presenti nell'Hampshire.
All'interno dell'isola si sviluppa una breve linea ferroviaria di circa 13 km, l'ultima linea rimasta di una rete più complessa che cadde gradualmente in disuso durante il XX secolo. La linea attualmente attiva usa vecchie vetture elettriche rilevate dalla metropolitana di Londra, mentre alcune delle tratte abbandonate sono adesso percorse da treni storici a vapore.
Due aeroporti, a Sandown e Bembridge, permettono il decollo e l'atterraggio di velivoli dell'aviazione civile; l'isola rappresenta una meta molto gettonata tra i piloti privati di tutto il sud dell'Inghilterra.

## Il festival musicale dell'isola di Wight
Il Festival dell'Isola di Wight è un festival di musica rock che si tenne annualmente dal 1968 al 1970 e poi dal 2002.

## Mezzi di comunicazione
Il giornale più diffuso è il Isle of Wight County Press (Giornale della Contea dell'Isola di Wight), che esce una volta alla settimana, il venerdì. C'è inoltre una stazione radio e una televisione regionale.
Dall'ottobre 2004 circa il 60% dell'isola è coperta da reti di comunicazione a banda larga. In aggiunta alla tradizionale British Telecom alcune aree sono raggiunte anche da altri provider.

## Prigioni
La geografia dell'isola aggiunta all'alta densità abitativa del sud dell'Inghilterra ha fatto sì che siano state impiantate tre prigioni: la prigione di Albany, quella di Camphill e quella di Parkhurst appena fuori Newport. Le prigioni di Albany e quella di Parkhurst erano fra le poche di massima sicurezza e sono state declassate nel 1999. La prigione di Parkhurst ha avuto notorietà soprattutto per essere stata una delle più dure del Regno Unito e per aver ospitato alcuni personaggi tristemente famosi come lo "Squartatore dello Yorkshire" e i gemelli Kray; dal 2021 vi sconta l'ergastolo il boia di Srebrenica Radovan Karadzic.

## Tecnologia ed invenzioni
- Nel 1897 la prima stazione radio del mondo (in seguito utilizzata per la telegrafia senza fili) fu costruita a Needles dall'italiano Guglielmo Marconi.
- Nel 1944 venne steso il primo oleodotto sottomarino per collegare la Francia e il Regno Unito dopo lo sbarco in Normandia durante la seconda guerra mondiale.
- Durante la seconda guerra mondiale a Niton fu installata un'importante stazione radar e un centro di comunicazioni radio per la marina alleata.
- Dal 1959 l'azienda aeronautica Saunders-Roe Limited, con sede a Cowes, ha sviluppato il primo hovercraft commerciale, l'SR-N1.

## Origine del nome
Il nome "Wight" arriva attraverso l'anglosassone Wiht dal Romano-Celtico Vectis.

## Nella cultura di massa
L'isola e il suo Festival del 1969 hanno ispirato la canzone Wight Is Wight di Michel Delpech e la relativa cover italiana L'isola di Wight cantata dal complesso italiano dei Dik Dik. Sull'isola è inoltre ambientata buona parte della trilogia di Glenn Cooper La biblioteca dei morti.